# Maria Campina
Maria de Sousa Pereira Campina Ruivo (Loulé, 1914 – Faro, 1984), foi uma pianista e pedagoga portuguesa, condecorada pelo governo português com o Grau de Comendadora da Ordem da Instrução Pública.

## Biografia
Aluna de composição de Luís de Freitas Branco e de piano dos professores Mestre Joaquim Pires, Umbelina Felgueiras,  Aroldo Silva e Varela Cid, com quem acabou o curso superior com a classificação máxima de 20 valores em 7 de julho de 1933.  Foi ainda aluna do Prof. Winfried Wolf, austríaco, num curso de aperfeiçoamento.
Como queria ser concertista e professora, deixou Loulé e foi viver para Lisboa, no Lar das Irmãs Doroteias, onde deu aulas nos colégios desta congregação religiosa. 
Depois de acabar o Curso de Piano e Composição, no Conservatório de Lisboa concorreu a quatro concursos de piano: o do Conservatório, o Rey-Colaço, o Beethoven e o Rodrigo da Fonseca, tendo vencido todos, caso único em Portugal, o que levou o seu diretor, José Viana da Mota, a dizer "se mais houvera mais ganhara..." 

Em Loulé, realizou vários concertos de solidariedade, no Cine-Teatro Louletano, para ajudar o hospital, quando o seu diretor era o Dr. José Bernardo Lopes. 

Tocou regularmente na Emissora Nacional a solo, em conjuntos de câmara e com orquestras nacionais e estrangeiras,  percorrendo o país de Norte a Sul, e estrangeiro.

Foi criadora da Pró-Arte, juntamente com o Dr. Ivo Cruz, tendo feito parte da Direção Central desta instituição cultural desde 1961, colaborando com cantores, declamadores e outros instrumentistas. Em Loulé, os primeiros concertos da Pró-Arte realizaram-se no salão nobre da Câmara Municipal.
Integrou vários júris de Concursos de Piano, entre eles o de Viana da Mota, a convite do pianista Sequeira Costa. 

Em novembro de 1946 convidaram-na para fundar a Academia de Música da Madeira, onde foi professora e diretora, situação que teve a discordância do seu professor Varela Cid, por “na ilha não haver qualquer actividade artística, prejudicando assim a sua carreira pianística”. Altruisticamente respondeu: "se não há, tem que começar a haver". Esteve no Funchal nove anos, onde deu concertos no Posto Emissor do Funchal, no Teatro Municipal Baltazar Dias, tanto a solo como colaborando com músicos portugueses e estrangeiros, fez palestras acompanhadas de música clássica e escreveu para revistas femininas da época, como "A Flama" ", Pais e Filhos" e outras. 

Na Madeira conheceu o pianista Winfried Wolf que a proprôs, como sua aluna, a concorrer em agosto de 1949 ao Festival de Música de Salzburgo, concurso para pianistas solistas de orquestra, competindo com pianistas europeus e americanos, tocando a “4ª Fantasia Húngara” de Lizst, o que levou o grande maestro Josef Fritz, que fazia parte do júri a afirmar: "O segundo prémio dêem-no a quem quiserem, mas o primeiro tem que ser para a pianista portuguesa..."; foi galardoada com o primeiro prémio por unanimidade do júri, composto por grandes mestres como Leo Podolsky, Friedrich Wuhrer, Loris Margaritis e maestros como e Dr. Preussner, Dr. Paumgartner, Josef Krips, entre outros, o que levou um crítico musical austríaco a dizer “Maria Campina tocou com grande virilidade e virtuosismo a Fantasia Húngara de Lizst”. 

Fundou em 1973, em Faro, o Conservatório Regional do Algarve (a que mais tarde se acrescentou o seu nome), que funcionou, até 1992, no Teatro Lethes.  Após a morte do seu marido, António Pedro Ruivo, a Fundação Pedro Ruivo instituiu o Prémio Internacional de Piano Maria Campina a atribuir a alunos com talentos mas fracos recursos económicos.

Existe um Museu Maria Campina, aberto ao público, no Edifício sede do Conservatório Regional do Algarve Maria Campina, onde estão expostos objetos (e mobiliário) pertencentes à ilustre pianista.

## Prémios e honras
- Primeiro Prémio do Festival de Música de Salzburgo (1949) [3]
- Prémio Beethoven
- Prémio Rodrigo da Fonseca
- Prémio do Conservatório
- Prémio Rey Colaço
- Grau de Comendador da Ordem da Instrução Pública (25 de maio de 1979)[4]